# 大衛·漢森 (政治人物)
大衛·漢森爵士（Sir David Hanson，1957年7月5日—）是一位威爾斯政治人物，他的黨籍是工黨。自2010年開始，他擔任德林選區選出的英國下議院議員。他曾經擔任安全部長。